# Gles rostmossa
Gles rostmossa (Marsupella sparsifolia) är en levermossart som först beskrevs av Sextus Otto Lindberg, och fick sitt nu gällande namn av Barthélemy Charles Joseph Dumortier. Gles rostmossa ingår i släktet rostmossor, och familjen Gymnomitriaceae. Enligt den finländska rödlistan är arten nära hotad i Finland. Arten är reproducerande i Sverige. Artens livsmiljö är andra skuggiga klippor.